# Gentiana × grisebachiana
Gentiana grisebachiana là một loài thực vật có hoa trong họ Long đởm. Loài này được Rouy mô tả khoa học đầu tiên năm 1908.